# Atheris
Genre
Synonymes
- Poecilostolus Günther, 1863
- Adenorhinos Marx & Rabb, 1965
- Woolfvipera Hoser, 2012

Atheris est un genre de serpents de la famille des Viperidae. 

## Répartition
Les 16 espèces de ce genre se rencontrent en Afrique subsaharienne.

## Liste des espèces
Selon The Reptile Database (23 juin 2020) :
- Atheris acuminata Broadley, 1998
- Atheris anisolepis Mocquard, 1887
- Atheris barbouri Loveridge, 1930
- Atheris broadleyi Lawson, 1999
- Atheris ceratophora Werner, 1896
- Atheris chlorechis (Pel, 1851)
- Atheris desaixi Ashe, 1968
- Atheris hirsuta Ernst & Rödel, 2002
- Atheris hispida Laurent, 1955
- Atheris katangensis De Witte, 1953
- Atheris mabuensis Branch & Bayliss, 2009
- Atheris matildae Menegon, Davenport & Howell, 2011
- Atheris mongoensis Collet & Trape, 2020
- Atheris nitschei Tornier, 1902
- Atheris rungweensis Bogert, 1940
- Atheris squamigera (Hallowell, 1854)
- Atheris subocularis Fischer, 1888

## Publication originale
- Cope, 1862 : Notes upon Some Reptiles of the Old World. Proceedings of the Academy of Natural Sciences of Philadelphia, vol. 14, p. 337-344 & 594 (texte intégral).